# Dick Kauma
Dick Kauma (1º marzo 1988) è un calciatore francese, difensore dell'AS Lössi e della Nazionale neocaledoniana.

## Carriera

### Nazionale
Ha esordito in Nazionale nel 2012.